# Liebenburg
Liebenburg è un comune di 9.009 abitanti della Bassa Sassonia, in Germania.
Appartiene al circondario (Landkreis) di Goslar (targa GS).
Comprende le frazioni di Döhren, Dörnten, Heißum, Klein Mahner, Neuenkirchen, Ostharingen, Othfresen e Upen.